# Anthrenus pimpinellae
Anthrenus pimpinellae es una especie de escarabajo de piel del género Anthrenus, orden Coleoptera. Fue descrita por Fabricius en 1775.

## Descripción
Mide 2-4,5 mm de longitud. La superficie dorsal de la especie es negra, blanca, roja o amarilla. Posee escamas a lo largo del cuerpo y antenas de 11 segmentos.

## Distribución y hábitat
Especie originaria del paleártico. Se ha extendido a Estados Unidos y Canadá, en Columbia Británica. Se sabe que habita en nidos de pájaros y flores, alimentándose de plumas o restos de polluelos muertos y del polen y néctar.